# Pseudocucurbita
Pseudocucurbita es un género de foraminífero bentónico considerado un sinónimo posterior de Cucurbita de la subfamilia Pseudocucurbitinae, de la familia Milioliporidae, de la superfamilia Soritoidea, del suborden Miliolina y del orden Miliolida. Su especie tipo era Pseudocucurbita globosa. Su rango cronoestratigráfico abarcaba el Triásico superior.

## Discusión
Algunas clasificaciones incluirían Pseudocucurbita en la superfamilia Milioliporoidea.

## Clasificación
Pseudocucurbita incluía a las siguientes especies:
- Pseudocucurbita brevicollum †
- Pseudocucurbita campanulaformis †
- Pseudocucurbita fusani †
- Pseudocucurbita globosa †
- Pseudocucurbita infundibuliformis †
- Pseudocucurbita laticollaris †
- Pseudocucurbita subglobosa †
- Pseudocucurbita tulipaformis †
- Pseudocucurbita subsphaerica †